# Saint-Baldoph
Saint-Baldoph és un municipi francès situat al departament de la Savoia i a la regió d'Alvèrnia-Roine-Alps. L'any 2007 tenia 2.936 habitants.

## Demografia

### Població
El 2007 la població de fet de Saint-Baldoph era de 2.936 persones. Hi havia 1.078 famílies de les quals 240 eren unipersonals (80 homes vivint sols i 160 dones vivint soles), 331 parelles sense fills, 395 parelles amb fills i 112 famílies monoparentals amb fills.
La població ha evolucionat segons el següent gràfic:
Habitants censats

### Habitatges
El 2007 hi havia 1.172 habitatges, 1.102 eren l'habitatge principal de la família, 24 eren segones residències i 46 estaven desocupats. 721 eren cases i 449 eren apartaments. Dels 1.102 habitatges principals, 788 estaven ocupats pels seus propietaris, 290 estaven llogats i ocupats pels llogaters i 24 estaven cedits a títol gratuït; 16 tenien una cambra, 75 en tenien dues, 200 en tenien tres, 295 en tenien quatre i 516 en tenien cinc o més. 876 habitatges disposaven pel capbaix d'una plaça de pàrquing. A 416 habitatges hi havia un automòbil i a 628 n'hi havia dos o més.

### Piràmide de població
La piràmide de població per edats i sexe el 2009 era:
| Homes | Edats   | Dones |
| ----- | ------- | ----- |
| 0     | 95 o +  | 20    |
| 5     | 90 a 94 | 24    |
| 12    | 85 a 89 | 24    |
| 5     | 80 a 84 | 12    |
| 26    | 75 a 79 | 36    |
| 23    | 70 a 74 | 24    |
| 68    | 65 a 69 | 42    |
| 41    | 60 a 64 | 62    |
| 72    | 55 a 59 | 66    |
| 105   | 50 a 54 | 104   |
| 103   | 45 a 49 | 119   |
| 120   | 40 a 44 | 121   |
| 118   | 35 a 39 | 153   |
| 134   | 30 a 34 | 124   |
| 82    | 25 a 29 | 70    |
| 58    | 20 a 24 | 47    |
| 105   | 15 a 19 | 106   |
| 100   | 10 a 14 | 135   |
| 126   | 5 a 9   | 101   |
| 90    | 0 a 4   | 89    |

## Economia
El 2007 la població en edat de treballar era de 1.941 persones, 1.393 eren actives i 548 eren inactives. De les 1.393 persones actives 1.319 estaven ocupades (672 homes i 647 dones) i 74 estaven aturades (31 homes i 43 dones). De les 548 persones inactives 182 estaven jubilades, 198 estaven estudiant i 168 estaven classificades com a «altres inactius».

### Ingressos
El 2009 a Saint-Baldoph hi havia 1.103 unitats fiscals que integraven 2.918 persones, la mediana anual d'ingressos fiscals per persona era de 21.993 €.

### Activitats econòmiques
Dels 154 establiments que hi havia el 2007, 3 eren d'empreses alimentàries, 1 d'una empresa de fabricació de material elèctric, 12 d'empreses de fabricació d'altres productes industrials, 35 d'empreses de construcció, 29 d'empreses de comerç i reparació d'automòbils, 4 d'empreses de transport, 3 d'empreses d'hostatgeria i restauració, 1 d'una empresa d'informació i comunicació, 5 d'empreses financeres, 8 d'empreses immobiliàries, 26 d'empreses de serveis, 14 d'entitats de l'administració pública i 13 d'empreses classificades com a «altres activitats de serveis».
Dels 41 establiments de servei als particulars que hi havia el 2009, 1 era una oficina de correu, 1 una oficina bancària, 2 tallers de reparació d'automòbils i de material agrícola, 1 autoescola, 5 paletes, 5 guixaires pintors, 10 fusteries, 6 lampisteries, 3 electricistes, 1 empresa de construcció, 2 perruqueries, 1 veterinari, 2 restaurants i 1 saló de bellesa.
Dels 6 establiments comercials que hi havia el 2009, 1 era una botiga de més de 120 m², 2 fleques, 1 una carnisseria, 1 una botiga de roba i 1 una floristeria.
L'any 2000 a Saint-Baldoph hi havia 32 explotacions agrícoles que ocupaven un total de 70 hectàrees.

## Equipaments sanitaris i escolars
L'únic equipament sanitari que hi havia el 2009 era una farmàcia.
El 2009 hi havia 1 escola maternal i 1 escola elemental.

## Poblacions més properes
El següent diagrama mostra les poblacions més properes.